# بيل إس. بالينغر
بيل إس. بالينغر (بالإنجليزية: Bill S. Ballinger)‏ (13 مارس 1912، أوسكلوسا في الولايات المتحدة - 23 مارس 1980 في الولايات المتحدة)؛ كاتب سيناريو، كاتب وروائي أمريكي.

## روابط خارجية
- بيل إس. بالينغر على موقع IMDb (الإنجليزية)
- بيل إس. بالينغر على موقع قاعدة بيانات الأفلام السويدية (السويدية)
- بيل إس. بالينغر على موقع قاعدة بيانات الفيلم (الإنجليزية)